# Titanoxide
Als Titanoxide werden chemische Verbindungen von Titan und Sauerstoff bezeichnet, wobei Sauerstoff die Oxidationszahl (II) hat und Verbindungen dieser Art als Oxide bezeichnet werden. Titan bildet eine Reihe von verschiedenen Oxiden aus, von denen Titan(IV)-oxid (Titandioxid, TiO2) die größte Bedeutung hat. Neben diesem polymorphen Oxid gibt es eine Reihe an nichtstöchiometrischen Suboxiden des Titans, sogenannte Magneli-Phasen TinO2n-1 (4 ≤ n ≤ 10) sowie das Titan(III)-oxid (Ti2O3) und Titan(II)-oxid (TiO).

## Verbindungen
- Ti3O (TiO0,33) liegt in einer Schichtstruktur vor, die mit der anti-Bismut(III)-iodid eng verwandt ist.[2] Er besitzt die Raumgruppe P312 (Raumgruppen-Nr. 149).[3]
- Ti2O (TiO0,5) ist als metallisch grauer Feststoff unter dem Namen Titanhemioxid bekannt.[1] Er kristallisiert im trigonalen anti-Cadmium(II)-iodid-Typ (Polytyp 2H).[4]
- TiO existiert im Bereich von Ti0,64O bis Ti1,26O. Es ist ein goldgelbes, elektrisch leitendes Pulver mit einer Kristallstruktur vom Natriumchlorid-Typ.[1] Einige Quellen geben den Bereich unterhalb von TiO0,75 als weitere eigenständige Verbindung mit einer Kristallstruktur vom Tantalnitrid-Typ an.[5]
- TiO2 ist ein weißer Feststoff, der in der Natur in Form der Modifikationen Anatas, Akaogiit, Brookit, Rutil und Riesit vorkommt. Daneben sind weitere synthetisch hergestellte Modifikationen bekannt.
- Ti2O3 (TiO1,5) ist ein dunkelviolettes Pulver mit einer trigonalen Kristallstruktur isotyp zu der von Korund mit der Raumgruppe R3c (Nr. 167). Es existiert im Bereich von TiO1,49 bis TiO1,51.[1] In der Natur ist die Verbindung als Mineral Tistarit bekannt.[6]
- Ti3O5 (TiO1,66) ist als dunkelblauer Feststoff mit dem Namen Anosowit sowie als natürliche Mineralbildung unter dem Namen Kaitianit (genauer Ti3+2Ti4+O5) bekannt. Die Verbindung hat bei Raumtemperatur eine monokline Kristallstruktur mit der Raumgruppe C2/c (Nr. 15).[7] Die ab 120 °C entstehende Hochtemperaturvariante besitzt eine orthorhombische Kristallstruktur vom Pseudobrookit-Typ.[1] Bis zu einer Temperatur von 175 °C ist die Verbindung ein Halbleiter, darüber wird sie metallisch leitend.[5]
- Ti4O7 bis Ti10O19 (TiO1,75 – TiO1,90) sind als Andersson-Magneli-Phasen bekannt und kristallisieren im triklinen Kristallsystem mit der A1 (Nr. 1, Stellung 3)[8] bzw. P1 (Nr. 1).[1] Bei diesen sind TiO6-Oktaeder auf komplizierte Weise miteinander verknüpft. Neben diesen existiert im Bereich von TiO1,94 bis TiO1,97 (16 ≤ n ≤ 36) eine weitere homologe Serie von Scherstrukturen.[5]